# Lissocephala melanosanu
Lissocephala melanosanu är en tvåvingeart som beskrevs av Tsacas 1981. Lissocephala melanosanu ingår i släktet Lissocephala och familjen daggflugor.
Artens utbredningsområde är Elfenbenskusten. Inga underarter finns listade i Catalogue of Life.